# 启示录第20章
启示录第20章是《新约圣经》中《启示录》或称《约翰启示录》的第二十章。该书传统上被归于使徒约翰所著，但作者的确切身份仍是学术界争论的焦点。本章记载了著名的“千禧年”以及死者的审判。该章围绕着三个主题，分别是龙（撒但）的审判、上帝公义的辩护以及圣徒的最终得胜与荣耀。

## 基督统治千年
这部分所写的是圣徒的伸冤与荣耀，这是先前神对殉道者承诺的实现。具体内容包括撒旦被捆绑关押在无底坑中，然后在末日被打败并投入火湖。神为圣徒们流血的罪伸冤，并赐予他们荣耀。

### 第一至第三节
我又看见一位天使从天降下，手里拿着无底坑的钥匙和一条大链子。他捉住那龙，就是古蛇，又叫魔鬼，也叫撒旦，把它捆绑一千年，扔在无底坑里，将无底坑关闭，用印封上，使它不得再迷惑列国。等到那一千年完了，以后必须暂时释放它。
“天使从天降下”，意味着其肩负着来自宝座的神圣使命。这是《启示录》中出现的第四把钥匙，显示出神对被造世界的主权。这位天使不仅有钥匙，还有一条“大链子”来更牢固地捆绑撒但，强化了监禁的意象。“天使从天降下”戏剧性地宣告撒旦并非上帝的对立面或同等者，上帝可以随时轻易地阻止撒旦的活动。然而上帝却允许撒旦继续存在，因为即使在他作恶的时候也间接地成就了上帝的旨意。在文中“古蛇”是伊甸园的引诱者，是日夜控告信徒的敌人，也是诱导人类犯罪的撒但。

### 引用著作
- Bauckham, Richard. . Barton, John; Muddiman, John  (编).  first (paperback). Oxford University Press. 2007: 1287–1306  [2019-02-06]. ISBN 978-0199277186.
- Garland, Anthony Charles.  2 illustrated, revised. SpiritAndTruth.org. 2007. ISBN 9780978886424.
- Osborne, Grant R. . Lexham Press. 2016  [2025-05-19]. ISBN 978-1-57799-734-4.
- Gaebelein, Arno Clemens. . Publication Office "Our Hope". 1915  [2025-05-01]. ASIN B00085A3U4 （英语）.
- Arthur, David. . Rowman & Littlefield. 2021  [2025-05-01]. ISBN 978-1-9787-0250-9 （英语）.
- Osborne, Grant R.  (PDF) 4. printing. Grand Rapids, Mich: Baker Academic. 2002. ISBN 9780801022999.